# Christoph 10
Christoph 10 ist der Funkrufname eines Rettungshubschraubers der ADAC Luftrettung, der am St.-Elisabeth-Krankenhaus Wittlich (Verbundkrankenhaus Bernkastel-Wittlich) stationiert ist.

## Geschichte
Christoph 10 wurde am 22. Oktober 1975 in Dienst gestellt. Als erste Maschine wurde eine gelbe BO 105 genutzt. Träger war das Bundesministerium des Innern, die Piloten wurden vom Bundesgrenzschutz gestellt. Nur wenige Monate später übernahmen am 29. April 1976 die Heeresflieger aus Fritzlar den Standort. Zum Einsatz kam eine grüne Bell UH-1D. Anfang September 1979 erhielt das Bundesministerium des Innern den Standort von der Bundeswehr zurück, die Piloten wurden wieder vom Bundesgrenzschutz gestellt. Zum Einsatz kam erneut eine BO 105, die 1984 gegen eine Bell UH-1D getauscht wurde (heute im Flugzeugmuseum Hermeskeil).
Im Januar 1997 übernahm die ADAC Luftrettung den Standort. Zum Einsatz kam dabei die erste EC 135 der ADAC Luftrettung. Maschinen dieses Typs nutzt der ADAC am Standort bis heute. In den Jahren 2011 und 2012 wurde das Luftrettungszentrum saniert und ausgebaut.
Seit der Indienststellung im Jahr 1975 wurden über 45.000 Einsätze geflogen. Heute gehört der Christoph 10 mit ca. 2000 Einsätzen jährlich zu den meist frequentierten Rettungshubschraubern im gesamten Bundesgebiet.
Im Oktober 2015 wurde die EC135 durch eine H135 mit dem Luftfahrzeugkennzeichen D-HXBC ersetzt. Am Standort kommt gelegentlich auch weiterhin eine EC135 zum Einsatz. Im April 2025 wurde die bisherige EC135 durch eine EC135 P3(erneut D-HXBC) mit mehr Leistung und zusätzlicher Ausstattung der neusten Generation ersetzt.

## Standort
Der Standort wurde am 22. Oktober 1975 durch die Luftwaffe eröffnet und wird derzeit von der ADAC Luftrettung und dem Ministerium des Innern und für Sport des Landes Rheinland-Pfalz unterhalten. Die Alarmierung erfolgt über die Integrierte Leitstelle Trier.
Der Rettungsassistent wird vom Deutschen Roten Kreuz, der Pilot von der ADAC-Luftrettung gestellt.

## Zwischenfall
Am 31. Juli 2012 kam es zu einem Zwischenfall, als der Hubschrauber kurz nach dem Start eine Stromleitung streifte. Die Maschine musste am Jachthafen in Treis-Karden notlanden, Verletzte gab es keine.